# Salticus exilis
Salticus exilis är en spindelart som beskrevs av John Blackwall 1870. Salticus exilis ingår i släktet Salticus och familjen hoppspindlar. Inga underarter finns listade i Catalogue of Life.